# Christabel Ekeh
Christabel Ekeh (sinh ngày 16 tháng 10 năm 1990) là một nữ diễn viên và người mẫu Ghana. Cô đã được đặc trưng trong hơn tám mươi bộ phim Ghana và Nigeria.

## Tuổi thơ
Ekeh được sinh ra ở Accra, Ghana, có cha là người Nigeria và mẹ người Ghana. Cô có học vấn trung học tại Trường Trung học Phổ thông St Mary (Ghana) và cô học nghệ thuật sân khấu tại Đại học Ghana, nơi cô tốt nghiệp với bằng Cử nhân.

## Sự nghiệp
Ekeh bắt đầu sự nghiệp với tư cách là một người mẫu và tham gia cuộc thi sắc đẹp, Hoa hậu Malaika Ghana 2008 và giành vị trí thứ hai. Sự nghiệp diễn xuất của cô bắt đầu khi cô tham gia bộ phim Nigeria Girls College.
Cô cũng được biết đến với bộ phim Potomanto 

## Đóng phim
- College Girls (2008)
- Potomanto (2013)
- Stalemate (2016)
- Sidechic Gang (2018)
- Peep
- State of Emergency
- Ladies with Wings
- Waist Beads
- Corporate Love
- Wrong Target
- Beautiful Ruins
- 14 February
- War Against Women

## Giải thưởng
| Năm | Giải thưởng                                    | thể loại                               | Kết quả   |
| --- | ---------------------------------------------- | -------------------------------------- | --------- |
| 201 | Giải thưởng Nhân dân Thành phố                 | Gương mặt của phim Ghana               | Đoạt giải |
| 201 | Giải thưởng Học viện Điện ảnh Châu Phi (AMAA)  | Nữ diễn viên triển vọng nhất Ghana     | Đoạt giải |
| 201 | Giải thưởng Sự lựa chọn của Người xem Châu Phi | Nữ phụ xuất sắc nhất                   | Đoạt giải |
| 201 | Giải thưởng Nollywood hay nhất                 | Nữ diễn viên triển vọng nhất ở Nigeria | Đoạt giải |